# Uilen- en Dierenpark De Paay
Uilen- en Dierenpark De Paay is een particuliere dierentuin, gelegen aan de Linge in het Nederlandse dorp Beesd.

## Geschiedenis
Ongeveer vanaf 1992 is de eigenaar van het park begonnen met het verzamelen van allerlei uilen en andere vogels in de grote tuin rond zijn huis. In de loop van de jaren zijn hier steeds meer diersoorten bij gekomen. Ook is het grondgebied van het park vergroot tot zo'n 2 hectare. De dierentuin beschikt sinds 2008 over een dierentuinvergunning.

## Rondgang in het park
Naast de kamelenweide is de parkeerplaats. Over de dijk lopen de bezoekers naar de ingang van het park. Door het pad af te lopen kom je bij het entree en een terras. Na de caviaweide, kom je bij de watervolières/kangoeroeweide vervolgens kom je in het uilenbos. Vervolgens kan via een loopbrug de andere zijde van het park worden bereikt. De rondgang eindigt met de aragalerij en het stekelvarken verblijf.

## De collectie
De huidige collectie van het park bestaat voor een groot gedeelte uit vogels (in het bijzonder uilen) en kleine zoogdieren. In de collectie bevinden zich onder meer de volgende diersoorten:

### Uilen
- Afrikaanse oehoe
- Bengaalse oehoe
- Braziliaanse dwerguil
- Briluil
- Canadese oehoe
- Europese oehoe

- Indische schreeuwuil
- Kerkuil
- Maleise bosuil
- Melkoehoe
- Nieuw-Zeelandse boeboekuil
- Oeraluil

- Ransuil
- Siberische oehoe
- Sneeuwuil
- Steenuil
- Witgezicht dwergooruil

### Kraanvogels
- Chinese kraanvogel
- Europese kraanvogel

- Jufferkraanvogel
- Paradijskraanvogel

- Witnekkraanvogel

### Papegaaien
- Edelpapegaai
- Geelvleugelara

- Groenvleugelara
- Kea

- Roze kaketoe
- Soldatenara

### Overige vogels
- Amazonemotmot
- Blauwbuikscharrelaar
- Caracara
- Europese flamingo
- Falklandcaracara
- Gierparelhoen
- Helmhokko

- Kookaburra
- Kroonduif
- Kwak
- Mandarijneend
- Raaf
- Rode tangara

- Roodsnavelkitta
- Ruddy duck
- Seriema
- Trompetneushoornvogel
- Woestijnbuizerd
- Zwarte ooievaar

### Eekhoorns
- Atrirufus eekhoorn
- Birma eekhoorn

- Chinese gestreepte boomeekhoorn
- Driekleureekhoorn

- Hudson eekhoorn

### AndereZoogdieren
- Beermarter
- Bennettwallaby
- Capibara
- Chinese muntjak
- Corsacvos
- Doodshoofdaapje
- Dwergmangoest

- Dwergmuis
- Kameel
- Kleinklauwotter
- Neusbeer
- Parmawallaby
- Pinchéaapje
- Siberische wezel

- Stekelvarken
- Stokstaartje
- Tayra
- Vosmangoest
- Witoorpenseelaapje

### Reptielen
- Geelwangschildpad

- Roodwangschildpad

- Sporenschildpad

## Exotenverordening
De rode neusberen, de chinese muntjaks, de Birma eekhoorns, de geelwangschildpadden en de roodwangschildpadden vallen onder de Exotenverordening.